# Storena inornata
Storena inornata là một loài nhện trong họ Zodariidae.
Loài này thuộc chi Storena. Storena inornata được William Joseph Rainbow miêu tả năm 1916.